# スクール×ファイト
『スクール×ファイト』は、原明日美による日本の漫画。いじめなどをテーマにした作品で、『なかよし』（講談社）2006年9月号から2008年2月号まで連載された（ただし2007年9・10月号は休載）。

## あらすじ
早坂未来は、ある日、不良にからまれた一之宮涼を助けたことから、彼に気に入られて、セレブしか入れない1組に編入することになった。だが、華やかな存在と思われた1組の真の姿は、自分より下のランクの生徒を平気で苛める冷酷な生徒の集まりだった。ある日、未来はいじめられっ子の芹沢若菜を1組の生徒の手から救ったが、それに怒った涼は、未来を問題児ばかりのクラス・0組に落としてしまう。そんな逆境の中でも、未来は涼を始めとする1組の面々に真っ向からぶつかっていく。

## 登場人物
早坂未来（はやさか みらい）
本作の主人公。サンタマリア華籐学園中等部3年生（物語開始時は3組だったが、今は0組）で、12月12日生まれの射手座。得意な教科は体育。勝気で喧嘩っ早いが、とても仲間思いの少女。爽良のことが好き。
一之宮涼（いちのみや りょう）
3年1組在籍。学園一の王子様的存在で、学園の実権を握り、彼に逆らった生徒は酷い目に遭い、中には住居まで無くした者もいるらしい。普段は温厚だが、実は生徒をランク分けして、自分より下の生徒を平気で苛める冷酷な人間である。
高品爽良（たかしな あきら）
3年0組のリーダー的存在。涼とは険悪の仲である。彼との間で起きたある出来事がきっかけで1組から0組に落とされた。裕太達をひっぱる等、根は優しい。
芹沢若菜（せりさわ わかな）
地味で眼鏡を掛けた少女。1組に苛められていた所を未来に助けられたが、これが原因で未来は0組に落とされてしまったものの、本人は未来の事を本当の友達だと思っている。眼鏡を取り、結った髪をほどくとかなりの美少女になる。
伊藤裕太（いとう ゆうた）
野球の特待生で2組にいたが、暴力沙汰を起こしたことで0組に落とされてしまった。また、1組の校舎を壊したと罪を着せられるが、未来に救われた。
本条弥生（ほんじょう やよい）
メイクをすると美人だが、素顔に自信が無い。学園祭の出来事をきっかけに、未来と親友になる。
朝倉雪（あさくら ゆき）
未来の幼馴染で、0組に転校してきた少年。幼稚園の時に未来と結婚を約束した（未来は忘れていた）。当時、他の園児達に虐められていた所を目の前で見ていた未来に逃げられた過去があり、彼女に復讐しようと目論む。